# Patrología
La patrología es la parte de la historia de la teología cristiana que estudia el periodo comprendido entre los inicios del cristianismo y el siglo VII en Occidente (Isidoro de Sevilla) y el siglo VIII en Oriente (Juan Damasceno). Estudia las vidas y las obras de los autores ortodoxos y heterodoxos que escribieron sobre teología en estos siglos.

## SigloI
Si bien la literatura del primer siglo del cristianismo no se puede describir aún como teología, es indudable que lo ocurrido entonces es su punto de partida y condicionante. Desde el punto de vista escriturístico se fijan los principales textos canónicos que luego serán objeto de estudio e interpretación. Asimismo, el siglo I deja a las comunidades cristianas en una situación precaria tras las persecuciones de Nerón, lo que marcará las primeras producciones literarias del siglo II, de carácter apologético.
- Cristianismo primitivo

## SigloII

### Padres Apostólicos
Padres apostólicos es un término consagrado por la tradición teológica moderna (siglo XVII) para referirse a la primera etapa propiamente patrológica. Se han propuesto varias definiciones para el término, pero ninguna de ellas ha conseguido perfilar de manera completa la idea, que tiene a la vez un sentido cronológico, literario y biográfico.
- Cronológicamente, el término alude de forma imprecisa a la época comprendida entre la generación apostólica y los apologetas griegos (finales del siglo I y comienzos del siglo II).
- Literariamente, alude a un conjunto de obras no testamentarias de contenido heterogéneo que recibieron la estima de las comunidades cristianas por diversas razones.
- Biográficamente, se refiere a ciertas personalidades de esa época, consideradas notables por ser los autores de algunas de las obras mencionadas en el segundo punto o por ser discípulos directos o cercanos de los apóstoles y, por tanto, portadores de la tradición apostólica.

Los siguientes artículos contienen más información sobre el tema:
- Didaké: también conocida como Enseñanza de los apóstoles. Primera constitución apostólica.
- Epístola de Bernabé: epístola muy relacionada con la Didaké.
- Clemente de Roma (m. 98) y sus dos epístolas: Primera Epístola de Clemente, Segunda epístola de Clemente (sin embargo, la segunda no es realmente suya).
- Ignacio de Antioquía (40–114), autor de siete cartas a las comunidades cristianas.
- Martirio de Ignacio.
- Policarpo de Esmirna, obispo de Esmirna y mártir (m. 155). Autor de su Carta a los filipenses
- Martirio de Policarpo.
- Papías de Hierápolis con sus fragmentos de la Explicación de los dichos del Señor
- Pastor de Hermas: apocalipsis apócrifo de autor desconocido.
- A Diogneto: apología tardía incluida tradicionalmente entre los apostólicos.
- Sixto I las Sentencias de Sexto obra mencionada por Orígenes de Alejandría, la cual describe como escrita por un "fiel", hoy sin embargo se le atribuye a un filósofo pitagórico el cual se acerco accidentalmente al cristianismo.

### Apologistas griegos
Escriben en el siglo II una literatura de carácter apologético como respuesta a los ataques que reciben las comunidades cristianas por parte del paganismo y del judaísmo. De todos ellos, el más célebre es Justino, que fundó en Roma una escuela para la enseñanza de la filosofía cristiana. Las apologías seguían dos líneas de argumentación. Una de ellas era desestimar el legado religioso y filosófico de la cultura no cristiana para afirmar la primacía del cristianismo, llegando en algunos casos a un exagerado desprecio. La otra línea pretendía conciliar el legado griego con la revelación cristiana, aceptando lo bueno de la primera. Justino comienza esta línea apologética que será la que predomine en el siglo siguiente.
- Cuadrato, autor de la primera apología del cristianismo, hoy perdida. Citado por Eusebio en HE.[1]
- Apología de Arístides: se conserva una versión griega una versión armenia y otra siríaca. El argumento de la apología es una comparación entre las creencias griegas, naturales, judías y cristianas. Del autor se sabe muy poco. Es citado por Eusebio en HE.[1]
- Aristón de Pella: autor del primer texto apologético dirigido contra el judaísmo.
- Justino Mártir (h. 112–h. 165)[2]
- Taciano, autor del Discurso contra los griegos. Inspirador asimismo del encratismo.[3]
- A Diogneto, apología que algunos identifican con la de Cuadrato. Es de los pocos documentos que Eusebio no cita.
- Teófilo de Antioquía, obispo de Antioquía y autor de los tres libros a Autólico.
- Atenágoras de Atenas, filósofo de Atenas y autor de una Súplica en favor de los cristianos.

### Literatura herética
Durante el siglo II, el cristianismo se enfrenta a la aparición de múltiples interpretaciones teológicas heterodoxas que dan lugar a otros tantos movimientos heréticos. Muchos de esos movimientos tienen trasfondos propios del gnosticismo.
- Simón el Mago (siglo I)
- Marción y Marcionismo
- Basílides y Basilideanos
- Docetismo
- Valentiniano
- Cerinto

### Literatura antiherética
Es la literatura nacida como reacción a la proliferación de sectas heréticas y en buena parte contribuye a una primera depuración teológica que culmina con la obra de Ireneo de Lyon.
- Epistula Apostolorum (~140)
- Prólogos Anti-Marcionistas (~150)
- Ireneo de Lyon (130–202)
- Fragmento Muratoriano (170)
- Dionisio de Corinto (170)
- Melitón de Sardes (177)
- Hegesipo de Jerusalén (m.180)

### Martirologios
- Carta de las Iglesias de Viena y Lugdunum a las Iglesias de Asia y Frigia (177)
- Las actas de los mártires de Scillitan (180)

## SigloIII
Después de la primera cima teológica alcanzada por Ireneo de Lyon aparecen nuevas figuras que desde varios rincones del Mediterráneo continuarán su labor.
- Victorino de Petovio, el primer exégeta latino.

### Roma
Son los comienzos de la literatura eclesiástica latina.
- Hipólito de Roma (m. 235), escribe en griego.
- Novaciano (antipapa) (m. 258), autor de un tratado latino sobre la Trinidad que se suele atribuir a Tertuliano.

### Escuela de Alejandría
Caracterizada por la interpretación alegórica de los textos bíblicos.
- Clemente de Alejandría (m. 211 a 216)
- Orígenes (185–254)
- Pedro de Alejandría

### Escuelas de Cesarea y Antioquía
La escuela de Cesarea fue fundada por Orígenes en el destierro y hereda de la escuela de Alejandría el cultivo de la interpretación alegórica o espiritual. Por el contrario, la escuela de Antioquía es una escuela que propugna una exegética literal.
- Gregorio Taumaturgo
- Metodio

### Escritores africanos
- Tertuliano (155–230)
- Cipriano de Cartago (m. 257)

## SigloIVgriego
Con la legalización del cristianismo en el imperio, la teología pierde parte de su carácter apologético y se centra en cuestiones teológicas.

### Controversia arriana
De la escuela de Antioquía surge una de las herejías más célebres: el arrianismo, cuya disputa teológica se trató en el Concilio de Nicea I y se resolvió en el Primer Concilio de Constantinopla contra de las tesis de Arrio.
Partidarios:
- Arrio (256–336)
- Eusebio de Nicomedia (m. 341)
- Eusebio de Cesarea (263–339)
- Eunomio de Cícico (335–h. 393)

Sus detractores:
- San Alejandro de Alejandría (m. 328)
- San Atanasio (h. 295–373)
- Osio de Córdoba (256–357)
- Hilario de Poitiers (315–367)
- Dídimo el Ciego (h. 313–398)

Otros temas:
- Apolinarismo

### Monaquismo egipcio
- San Antonio (el ermitaño) (h. 250–356)
- Evagrio Póntico (m. 399)
- San Pacomio (h. 287–346)

### Padres Capadocios
- Basilio el Grande (330–379)
- Gregorio de Nacianzo (329–389)
- Gregorio de Nisa (h. 330–394)
  - Homilías sobre el Cantar de los Cantares, obra de los inicios de la mística cristiana.

### Escritores de Asia y Antioquía
- Basilio de Seleucia (m. 469)
- Juan Crisóstomo (347–405)

## SigloIVlatino
Al mismo tiempo que en la parte oriental del imperio se producía esta pujanza de autores, occidente no se queda atrás.
- Hilario de Poitiers
- Ambrosio
- Jerónimo de Estridón (San Jerónimo)
- Agustín de Hipona
- Prisciliano y Priscilianismo (la primera herejía propia de Occidente)

## SigloV

### Controversia nestoriana
Otra de las grandes herejías (Difisitas), disputada en el Concilio de Éfeso. Defiende la existencia de dos personas o hipóstasis en Jesucristo.
- Nestorio y Nestorianismo
- Cirilo de Alejandría
- Celestino I
- Theotokos

### Controversia monofisita
En cierto modo, es la tesis contraria al Nestorianismo. Una sola naturaleza en Jesucristo.
- Monofisismo
- Eutiques
- Concilio de Calcedonia
- León I el Magno

## SigloVI
- Gregorio Magno